# Роуз, Уитни
Уитни Роуз (англ. Whitney Rose) — канадско-американская кантри-музыкант родом с острова Принца Эдуарда. Её дебютный альбом Whitney Rose с одноименным названием был выпущен в 2012 году, а в 2015-м — альбом Heartbreaker of the Year. Мини-альбом South Texas Suite был выпущен в 2017 году. В октябре 2017 года был выпущен альбом Rule 62.
В настоящее время Роуз проживает в Остине, в штате Техас.

## История
Уитни Ребекка Роуз воспитывалась Лори Роуз, матерью, и Джин и Джоном П. Роуз, бабушкой с дедушкой, в Шарлоттауне, где она жила в доме с младшими братьями и сёстрами своей матери. Её бабушка и дедушка владели баром под названием «Юнион Холл». С двухлетнего возраста любимой песней Роуз была песня Хэнка Уильямса «В моём пиве есть слеза (англ. There's a Tear in My Beer)», которую она иногда пела посетителям бара. Как она шутит, «Я думаю, это стало моей карьерой довольно рано. И зарплата сейчас примерно такая же. Мало что изменилось».
Любимой песней её деда была классическая песня Джонни Кэша Ring of Fire, которую она часто включает в свои сет-листы в память о нём. В возрасте восьми лет Роуз отправилась со своей матерью в Галифакс, где она познакомилась с Rankin Family, региональной группой, которая смешивала кельтское и кантри-звучание. Это был её первый большой концерт. Она включает музыку группы в гастрольном автобусе, «потому что никто за пределами Восточного побережья Канады даже не слышал о них… Я не думаю, что это только из-за ностальгии. Мне тоже нравится музыка».
Роуз училась в пяти разных колледжах, изучая журналистику и специализируясь на изучении английского языка. С гитарой, подаренной ей дядей Дэном, она начала писать песни. Переехав в Торонто с «фермы у чёрта на куличках в Новой Шотландии» и после неудачных отношений, Роуз написала достаточно песен для альбома. В Торонто она «окунулась» в атмосферу Камерон-хауса, и бар стал для неё вторым домом. В 2012 году она выпустила свой дебютный альбом с одноименным названием под лейблом Cameron House Records.
В 2013 году она выступила на разогреве у кантри-группы The Mavericks в Торонто. Позже она гастролировала на разогреве у группы Рауля Мало. Роуз получила акустическую гитару Gibson в подарок на 27-летие от своего парня в 2013 году.
В 2016 году она подписала контракт с лейблом Six Shooter Records, которым руководит Майкл Маккаун.

## Альбомы
Сначала Роуз подписала контракт с лейблом Cameron House Records.

### Heartbreaker of the Year (2015)
Второй альбом Роуз был спродюсирован фронтменом The Mavericks Раулем Мало и включает в себя две кавер-версии: There’s a Tear in My Beer Хэнка Уильямса и Be My Baby группы the Ronettes. Роуз и Мало часто исполняли дуэт Нэнси и Фрэнка Синатры Somethin’ Stupid вместе на сцене.
В этом релизе Rolling Stone пишет, что Роуз «игриво напевает истории о любви и озорстве с девичьим придыханием и дьявольским выговором».

### South Texas Suite (2017)
Мини-альбом South Texas Suite был выпущен 27 января 2017 года под лейблами Six Shooter Records и Thirty Tigers. Записанный в Ameripolitan Studios Дейла Уотсона в Остине, он считается любовным письмом «канадской певицы» Роуз в техасскую столицу, ставшей её приёмным домом, после «зимнего выступления».

### Rule 62 (2017)
Спродюсированный Раулем Мало и Нико Боласом, Rule 62 может похвастаться музыкальным мастерством Пола Дикина (англ. Paul Deakin) из The Mavericks, играющего на барабанах, и Аарона Тилля (англ. Aaron Till) из Asleep at the Wheel. На бас-гитаре играл Джей Уивер, который работал с Долли Партон и Таней Такер. Джен Гандерман играла на фортепиано, Крис Скраггс — на слайд-гитаре, а Кенни Вон — на соло-гитаре.

## Дискография

### Студийные альбомы
- Whitney Rose (2012)
- Heartbreaker of the Year (2015)
- Rule 62 (2017)
- We Still Go to Rodeos (2020)
- Rosie (2023)

### Мини-альбомы
- South Texas Suite (2017)